# 東川院
東川院（とうせんいん）は、岩手県一関市大東町に所在する曹洞宗の寺院。山号は金谷稲荷山。木造観音菩薩坐像が重要文化財に指定されている。

## 概要
創建は1729年（享保14年）創建。1897年（明治40年）現在地に移転。安永風土記によると現在の当寺から東へ約1キロメートルにあった、藤原秀衡開基とされる観音寺が明治初期に廃寺となり、仏像、山門、鐘楼等も当寺現在地に移転された。

## 文化財
- 木造観音菩薩坐像

像高114.3cm。寄木造、漆箔仕上げ。本像のなで肩で細身の像容は中尊寺金色堂諸仏のうち、2代藤原基衡の遺体を祀った壇の諸仏に類似しており、面相は治承元年（1177年）基衡の造営と伝える高蔵寺（宮城県角田市）の阿弥陀如来像のそれと類似している。また、本像は割首（木彫の仏像の面相部の仕上げをしやすくするため、首回りにノミを入れて頭部と体部を割り放すこと）ではなく、鋸挽きで頭部と体部を切り放す珍しい技法を用いているが、この技法は中尊寺金色堂の3代藤原秀衡の遺体を祀った壇の地蔵菩薩像のうちの1躯や、一関市の松川二十五菩薩堂の諸仏に例がある。以上のことから、1170年代から1180年代頃の製作と考えられる
。2018年（平成30年）10月31日、国から重要文化財（美術工芸品・彫刻）に指定された。
- 十一面観音立像

像は像高47cm、重量7.8kg、鉄製。高さ17cmの木製台座に差し込まれる。左手に水瓶を持ち、右手は欠損。廃寺になった長寿寺から当寺に移された。1983年（昭和58年）2月25日、大東町（当時）から文化財指定を受けた。

## ギャラリー

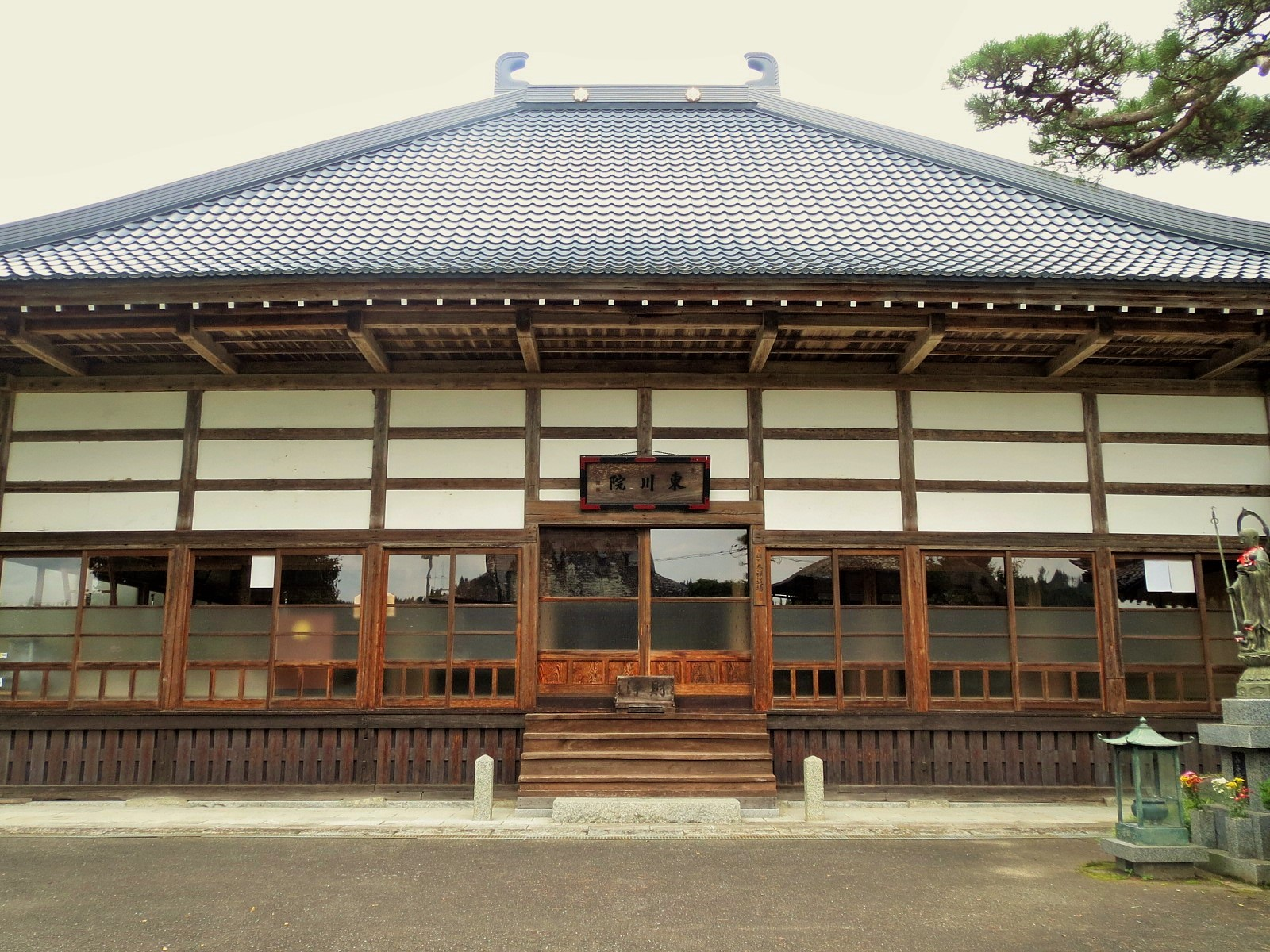
本堂
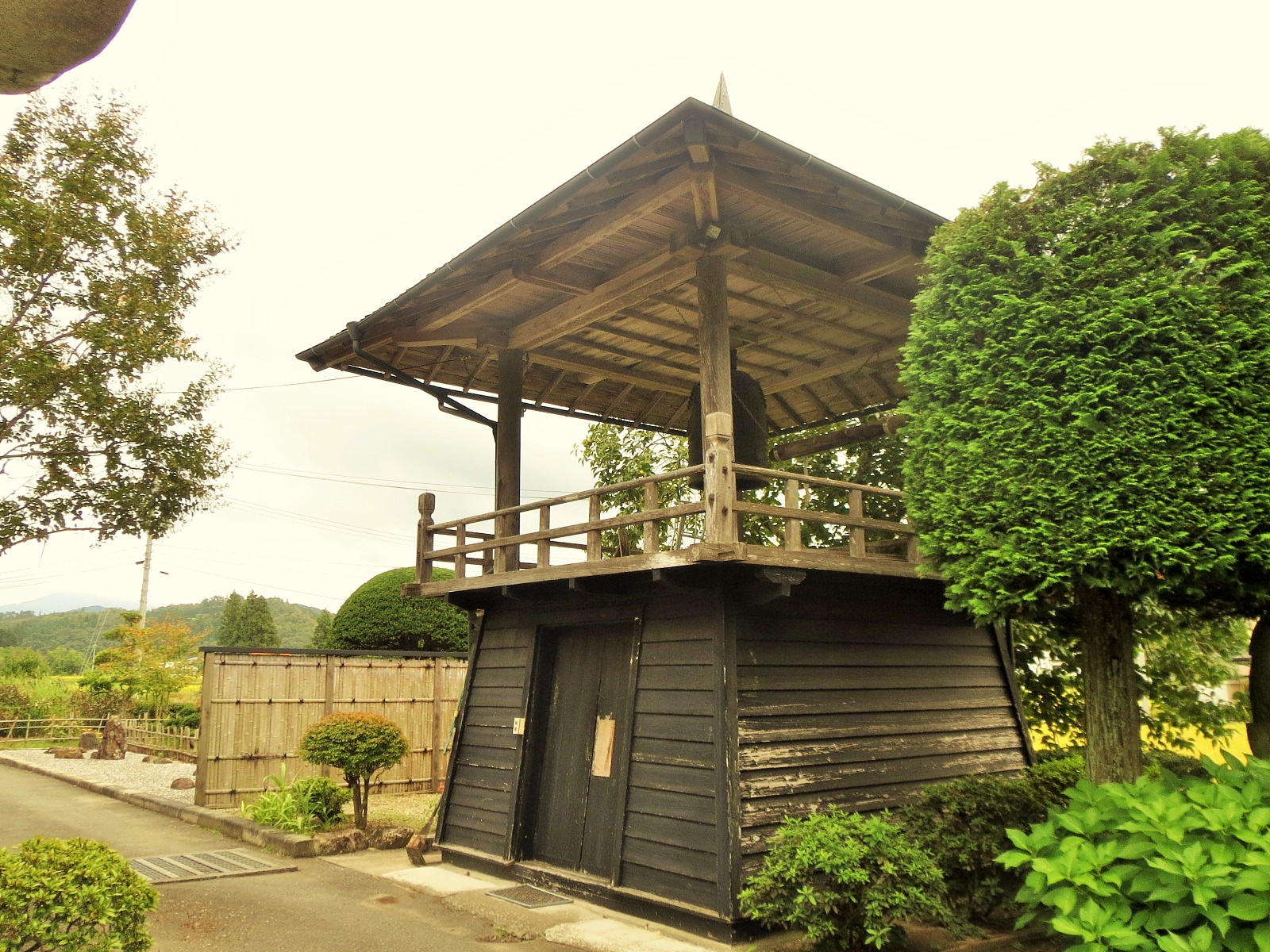
鐘楼

## 現地情報
- 所在地
  - 岩手県一関市大東町渋民小林35
- 交通アクセス
  - 大船渡線摺沢駅よりバス15分
  - 東北自動車道平泉前沢インターチェンジより車40分